# 제34회 인도 국제 영화제
제34회 인도 국제 영화제는 2003년 10월 9일부터 19일까지 뉴델리에서 개최되었다. 경쟁판은 아시아 감독으로 제한되었으며 닐람 카푸어(Neelam Kapur)가 영화제 감독이었다. 베테랑 배우 카말 하산이 주요 손님이었다.

## 수상 및 후보

### 골든 피콕상
- 오후 5시 - 사미라 마흐말마프 수상

### 상영작
- 제임스의 예루살렘 기행 - 라난 알렉산드로비치 수상